# 池永康記
池永 康記（いけなが こうき、1961年12月7日 - ）は、日本の作詞家、音楽・映像プロデューサー。山口県出身。

## 人物
18歳で上京。ロックバンドでベース&楽曲制作を担当。バンドデビューの夢が叶わず作詞家に転身、23歳で作詞家デビュー。
作詞家・プロデューサー業の他にイベント「渋谷魂」の運営会社の経営、インターネット放送局World Net.TVの経営、映像制作会社の経営等、企業家としても活動。
近年、会社経営から退き、作詞家・制作プロデューサーとして現場に復活。複数の別筆名でヒット曲を手掛けている。後進のアーティストやスタッフの育成にも力を注いでいる。

## 作詞提供
松崎しげる、世良公則、柳ジョージ、小野正利、織田裕二、松尾一彦、class（日浦孝則）、MITSUO、Kenjiro、別所哲也、渡辺忠士、河内淳一、太田美知彦、井上武英、堀江淳、大仁田厚、刀根麻理子、川越美和、大西結花、長与千種、五味美保、雪丸美歩、MOMOKO、モモクロビック、フォーリーブス、藤田まこと、梓みちよ、千堂あきほ、堀江美都子、バナナフリッターズ、日髙のり子、山寺宏一、関俊彦、大塚明夫、子安武人、中村大樹、矢尾一樹、和田光司、冨永みーな、笠原弘子、水谷優子、坂本千夏、島本須美、かないみか、高乃麗、富沢美智恵、本多知恵子、横山智佐、パク・ジョンミン、LOST ASH、Daiki他、多数に400曲以上を提供。

## 音楽プロデュース
アサヒスーパードライCM作詞・音楽プロデュース「夏のRevolution」「鼓動」「バーニング」（1994年〜1996年） マツダ・カペラ、山一證券、東芝エアコン、ボンカレーゴールド、花王リーゼ他、CM作詞・音楽プロデュース多数。

## 映像制作プロデュース
森口博子、でんぱ組.inc、風男塾、LinQ、i☆Ris、BOYS AND MEN、ココア男、m・c・A・T、ORANGE RANGE、Bluem of Youth、三浦和人、南佳孝、杉山清貴、永井龍雲、渡辺真知子、太田裕美、尾崎亜美、沢田知可子、庄野真代、マイク眞木、山本コウタロー、PENICILLIN、Alice Nine、キム・ジェウク、チョン・イル、ジュノ、LOST ASH、Daiki、ケータイドラマ「デビューしちゃった」他、多数の映像制作プロデュース。

## アーティストプロデュース
松崎しげる、世良公則、柳ジョージ、五味美保、日浦孝則、城咲仁、Love Comedy、ヨシケン、ひまわり、Strawberryman、The SANYONS、プリマベーラS、HIROZ SEVEN+、平成琴姫、LOST ASH他、アーティスト・プロデュース多数。